# Mallodeta consors
Mallodeta consors är en fjärilsart som beskrevs av Walker 1854. Mallodeta consors ingår i släktet Mallodeta och familjen björnspinnare. Inga underarter finns listade i Catalogue of Life.